# Ko Dzsongszu
Ko Dzsongszu (hangul: 고종수, handzsa: 高宗秀, RR: Ko Jong-soo; Joszu, 1978. október 30. –) dél-koreai válogatott labdarúgó, edző.

## Pályafutása

### Klubcsapatban
1996 és 2004 között a Szuvon Samsung Bluewings csapatában játszott. 2005-ben a Csonnam Dragons, 2007 és 2008 között a Tedzson Hana Citizen játékosa volt. 

### A válogatottban
1997 és 2001 között 38 alkalommal játszott a dél-koreai válogatottban és 6 gólt szerzett. Részt vett az 1998-as világbajnokságon, a 2000 évi nyári olimpiai játékokon és a 2001-es konföderációs kupán.

## Sikerei, díjai
Szuvon Samsung Bluewings
- Dél-koreai bajnok (1): 1998, 1999, 2004
- AFC-bajnokok ligája győztes (2): 2000–01, 2001–02
- Ázsiai szuperkupa (2): 2001, 2002